# (1344) Caubeta
(1344) Caubeta ist ein Asteroid des Hauptgürtels, der am 1. April 1935 vom französischen Astronomen Louis Boyer in Algier entdeckt wurde.
Der Asteroid ist nach Paul Caubet, einem französischen Astronomen an der Sternwarte in Toulouse, benannt worden.